# حميد درخشان
حميد درخشان ، من مواليد 23 يناير 1959م، وهو لاعب كرة قدم إيراني معتزل، وكان من اللاعبين الذين تم اختياره لتمثيل المنتخب الإيراني لبطولة كأس آسيا 1984م في سنغافورة، وبدأ سيرته التدريبية منذ عام 1994م بعد اعتزاله الدولي، سبق وأن لعب مع الأندية الإيرانية وناديي قطر والسد القطريين، 

## أهدافه الدولية
| # | تاريخ          | المدن             | المكان                   | النتيجة |
| - | -------------- | ----------------- | ------------------------ | ------- |
| 1 | 5 أغسطس 1980   | دبي، الإمارات     | الإمارات العربية المتحدة | 2–0     |
| 2 | 29 سبتمبر 1980 | الكويت، الكويت    | كوريا الشمالية           | 3–0     |
| 3 | 15 أغسطس 1984  | جاكرتا، إندونيسيا | الفلبين                  | 7–1     |
| 4 | 13 ديسمبر 1984 | سنغافورة          | السعودية                 | 1–1     |
| 5 | 20 فبراير 1986 | طهران، إيران      | غانا                     | 2–0     |
| 6 | 27 سبتمبر 1991 | طهران، إيران      | الجزائر                  | 2–1     |
| 7 | 6 يوليو 1993   | طهران، إيران      | سوريا                    | 1–1     |
| 8 | 18 أكتوبر 1993 | الدوحة، قطر       | اليابان                  | 2–1     |
| 9 | 22 أكتوبر 1993 | الدوحة، قطر       | العراق                   | 1–2     |